# Amour (film, 2012)
Pour les articles homonymes, voir Amour (homonymie) et Love.
Pour plus de détails, voir Fiche technique et Distribution.
Amour est un film franco-austro-allemand écrit, réalisé et produit par Michael Haneke, sorti le 24 octobre 2012.
Le film a bénéficié d'un excellent accueil de la critique et a reçu de nombreuses distinctions de la part des professionnels du cinéma : Palme d'or au festival de Cannes, Golden Globe du meilleur film étranger, deux BAFTA Awards, l'Oscar du meilleur film étranger... Enfin, lors de la 38e cérémonie des César, il devient le deuxième long métrage, 32 ans après Le Dernier Métro de François Truffaut, à gagner les cinq trophées les plus prestigieux : meilleur film, meilleur réalisateur (Michael Haneke), meilleur acteur (Jean-Louis Trintignant), meilleure actrice (Emmanuelle Riva) et meilleur scénario (Michael Haneke). Aucun film non-anglophone n'avait cumulé jusqu'à présent autant de récompenses[réf. nécessaire].

## Synopsis
Georges et Anne sont octogénaires. Professeurs de musique à la retraite, ce sont des gens cultivés qui aiment la musique classique. Leur fille Eva, également musicienne, vit à l'étranger avec sa famille. Un jour, Anne est victime d’une petite attaque cérébrale. Lorsqu’elle sort de l’hôpital et revient chez elle, elle est hémiplégique. Dans le huis clos de leur appartement parisien, l’amour qui unit ce vieux couple va être mis à rude épreuve par la dégradation de l’état de santé d’Anne, car Georges lui a promis de ne jamais la renvoyer à l'hôpital. Mais accablé par cette dégradation inéluctable, il finira par l'étouffer sous son oreiller.

## Fiche technique
- Titre : Amour
- Réalisation et scénario : Michael Haneke
- Photographie : Darius Khondji
- Montage : Monika Willi
- Costumes : Catherine Leterrier
- Décors : Jean-Vincent Puzos
- Production : Margaret Ménégoz (Les Films du Losange), Stefan Arndt (X-Filme Creative Pool, Veit Heiduschka et Michael Katz (Wega Film)
- Sociétés de coproduction : France 3 Cinéma, Degeto Film (de), Westdeutscher Rundfunk et Bayerischer Rundfunk
- Société de distribution : Les Films du losange (France)
- Budget : 8 100 000 euros[1]
- Pays de production :  Autriche et  France
- Genre : drame
- Durée : 121 minutes
- Dates de sortie :
  - France : 20 mai 2012 (Festival de Cannes) ; 24 octobre 2012 (sortie nationale)
  - Belgique : 24 octobre 2012

## Distribution
- Jean-Louis Trintignant : Georges Laurent
- Emmanuelle Riva : Anne Laurent
- Isabelle Huppert : Eva, fille de Georges et Anne
- William Shimell : Geoff, mari d'Eva
- Alexandre Tharaud : Alexandre, ancien élève d'Anne
- Rita Blanco : la concierge
- Ramón Agirre (es) : le concierge
- Suzanne Schmidt : la voisine
- Carole Franck et Dinara Droukarova : les infirmières
- Damien Jouillerot et Walid Afkir : les ambulanciers
- Laurent Capelluto et Jean-Michel Monroc : les policiers

## Accueil

### Palme d'or à Cannes
Lors de sa présentation en mai 2012 au 65e festival de Cannes, le film bénéficie d'un excellent accueil public et critique. Il est rapidement perçu, aux côtés d'Au-delà des collines de Cristian Mungiu, Moonrise Kingdom de Wes Anderson ou Mud de Jeff Nichols, comme le candidat le plus sérieux à la Palme d'or. Le 27 mai 2012, Amour se voit finalement décerner la récompense suprême avec une mention spéciale pour les deux acteurs principaux. Et, le film de Mungiu excepté, aucun des autres favoris ne remporte de prix. À la suite de la proclamation du résultat par le président du jury Nanni Moretti, Michael Haneke, Jean-Louis Trintignant et Emmanuelle Riva montent sur scène accepter la distinction pendant que l'assistance, debout, les ovationne longuement. Moretti rappelle en outre la « contribution fondamentale » des deux principaux comédiens, jugée tout aussi essentielle que la mise en scène proprement dite, précisant ensuite au cours d'une conférence de presse que plusieurs jurés auraient voulu attribuer au film les prix d'interprétation féminine et masculine ainsi qu'un éventuel prix du scénario en plus de la Palme d'or, si le cumul de trophées n'avait été proscrit par le règlement.
Haneke remporte ici sa seconde Palme d'or après celle gagnée en 2009 par Le Ruban blanc, rejoignant un club très restreint réunissant les cinéastes Francis Ford Coppola, Shohei Imamura, Emir Kusturica, Bille August et les frères Dardenne, également deux fois lauréats.

### Accueil critique
Lors de la sortie du film le 24 octobre 2012, le site français Allociné propose une moyenne de 4,4/5 à partir de l'interprétation de 28 critiques de presse recensées. 
Arnaud Schwartz du quotidien La Croix parle d'un film « tout près d'être parfait sur le plan formel — si tant est que l'expression ait du sens, au-delà de la sensation d'extrême cohérence qu'elle traduit. » Isabelle Régnier du Monde assure qu'« Amour est un film immense, un de ceux qui touchent à ce que l'humanité a de plus intime et de plus tragique ; qui vont chercher les larmes au tréfonds de votre être, vous laissent pantelant pendant un bon moment après en être sorti. » Pierre Vavasseur du Parisien est persuadé que le spectateur « sera pris à la gorge par ce cinéma dur et droit, débarrassé de toutes les fanfreluches, joué dans les derniers retranchements du courage par deux immenses acteurs » et qualifie le film de « chef-d'œuvre inoubliable ». Éric Libiot de L'Express parle d'une œuvre « impressionnante de maîtrise formelle — chaque plan dure le temps qu'il faut — puissante, émouvante, qui touche à l'intimité de chacun, digne, jamais larmoyante. » Didier Péron de Libération qualifie le film de « somptueux ». Serge Kaganski des Inrockuptibles « trouve le film constamment touchant […] un intense film de couple, une radiographie aussi précise qu'universelle de cette partie de nos existences qu'on appelle "la fin de vie". »
Télérama est partagé : Louis Guichard est enthousiaste et qualifie le film de « sous-tendu par le goût de la vie — serait-elle derrière soi — et tendu vers le dehors, qu'Anne et Georges rejoindront finalement comme en rêve », quand Pierre Murat considère que « Michael Haneke filme […] des plaintes et des gémissements, mais, pas un instant, on ne comprend pourquoi […]. À quoi peut bien servir alors cet Amour qui en est si dépourvu ? »
Enfin, Jean-Philippe Tessé, dans les Cahiers du cinéma, est extrêmement critique : « Haneke ne fait que jouer sur la tension et le soulagement : Amour est un "funny game" qui ne dit pas son nom. »

## Distinctions

### Récompenses
- 2012 : Festival de Cannes : Palme d'or et mention spéciale pour Jean-Louis Trintignant et Emmanuelle Riva
- 2012 : Grand Prix de la fédération internationale de la presse cinématographique (FIPRESCI)
- 2012 : Prix Méliès
- 2012 : Prix du cinéma européen :
  - Meilleur film européen
  - Meilleur réalisateur pour Michael Haneke
  - Meilleure actrice pour Emmanuelle Riva
  - Meilleur acteur pour Jean-Louis Trintignant
- 2012 : Los Angeles Film Critics Association Awards : Meilleur film
- 2012 : New York Film Critics Circle Awards : Meilleur film en langue étrangère
- 2012 : New York Film Critics Online Awards : Meilleure actrice pour Emmanuelle Riva et meilleur film en langue étrangère
- 2012 : National Board of Review Awards : Meilleur film en langue étrangère
- 2012 : Washington D.C. Area Film Critics Association Awards : Meilleur film en langue étrangère
- 2012 : Boston Society of Film Critics Awards : Meilleure actrice pour Emmanuelle Riva et meilleur film en langue étrangère
- 2012 : Los Angeles Film Critics Association Awards : Meilleure actrice pour Emmanuelle Riva et meilleur film
- 2012 : Las Vegas Film Critics Society Awards : Meilleur film en langue étrangère
- 2012 : Dallas-Fort Worth Film Critics Association Awards : Meilleur film en langue étrangère
- 2012 : Chicago Film Critics Association Awards : Meilleur film en langue étrangère
- 2012 : Kansas City Film Critics Circle Awards : Meilleur film en langue étrangère
- 2012 : Toronto Film Critics Association Awards : Meilleur film étranger
- 2013 : National Society of Film Critics Awards : Meilleur film, meilleur réalisateur et meilleure actrice pour Emmanuelle Riva[14]
- 2013 : Denver Film Critics Society Awards : Meilleur film en langue étrangère
- 2013 : EDA Awards : Meilleur film en langue étrangère
- 2013 : Iowa Film Critics Association Awards : Best Film That Has Yet to Open In Iowa
- 2013 : Critics' Choice Movie Awards : Meilleur film étranger
- 2013 : Golden Globes : Meilleur film étranger
- 2013 : Prix Lumières :
  - Meilleur film
  - Meilleur acteur pour Jean-Louis Trintignant
  - Meilleure actrice pour Emmanuelle Riva
- 2013 : London Film Critics Circle Awards : Film de l'année, Actrice de l'année, Scénariste de l'année
- 2013 : BAFTA Awards :
  - Meilleure actrice pour Emmanuelle Riva
  - Meilleur film étranger
- 2013 : Étoiles d'or du cinéma français :
  - Meilleur réalisateur pour Michael Haneke
  - Meilleur acteur pour Jean-Louis Trintignant
- 2013 : Prix Méliès du meilleur film français
- 2013 : Césars du cinéma :
  - Meilleur film
  - Meilleur réalisateur pour Michael Haneke
  - Meilleure actrice pour Emmanuelle Riva
  - Meilleur acteur pour Jean-Louis Trintignant
  - Meilleur scénario original pour Michael Haneke
    - À noter que Amour, a réussi l'exploit de remporter les cinq César majeurs (meilleur film, meilleur réalisateur, meilleur scénario, meilleur acteur et meilleure actrice). Seul Le Dernier Métro de François Truffaut, avait fait de même lors de la 6e cérémonie des César en 1981[15],[16].
- 2013 : Independent Spirit Awards : Meilleur film étranger
- 2013 : Oscars du cinéma : Meilleur film en langue étrangère
- 2013 : Prix Signis du meilleur film européen[17]
- 2013 : David di Donatello : Meilleur film de l'Union européenne
- 2014 : Prix Goya : Meilleur film européen

### Nominations
- 2012 : Prix Louis-Delluc
- 2013 : BAFTA Awards :
  - Meilleur réalisateur pour Michael Haneke
  - Meilleur scénario original pour Michael Haneke
- 2013 : Oscars du cinéma :
  - Meilleur film
  - Meilleur réalisateur pour Michael Haneke
  - Meilleure actrice pour Emmanuelle Riva
  - Meilleur scénario original pour Michael Haneke
- 2013 : Césars du cinéma :
  - Meilleure actrice dans un second rôle pour Isabelle Huppert
  - Meilleurs décors pour Jean-Vincent Puzos
  - Meilleure photographie pour Darius Khondji
  - Meilleur montage pour Monika Willi
  - Meilleur son pour Guillaume Sciama, Nadine Muse et Jean-Pierre Laforce